# Colonia el Progreso, San Luis Potosí
Colonia el Progreso är en ort i Mexiko.   Den ligger i kommunen San Antonio och delstaten San Luis Potosí, i den centrala delen av landet, 240 km norr om huvudstaden Mexico City. Colonia el Progreso ligger 222 meter över havet och antalet invånare är 294.
Terrängen runt Colonia el Progreso är lite kuperad, och sluttar österut. Runt Colonia el Progreso är det ganska tätbefolkat, med 124 invånare per kvadratkilometer. Närmaste större samhälle är Villa Terrazas, 16,5 km söder om Colonia el Progreso. I omgivningarna runt Colonia el Progreso växer huvudsakligen savannskog.